# Kis-Király Ernő
Kis-Király Ernő (Komló, 1958. március 26. –) közép- és hosszútávfutó, majd Európa-bajnok ultramaratoni futó.
Az 1980-as, ’90-es évek magyar ultrafutásának meghatározó alakja. Elsősorban a 340 km-es, öt szakaszból álló Bécs–Budapest szupermaraton háromszoros győzteseként vált ismertté (1990, 1991, 1993), pedig legalább annyira jelentős eredményeket ért el az ultrafutás legnépszerűbb versenyszámában, a 100 km-es futásban (6:24:38) és a 12 órás futásban (150,838 km), valamint az 1984-es Donaulaufon és az 1986-os Athén–Spárta közötti 246 km-es futáson a legendás Jánisz Kúrosz mögött.
Szülei Handó Lenke vasúti középvezető és Kis-Király Kálmán aknász voltak.

## Pályafutása
Sportpályafutását 1969-ben labdarúgóként kezdte a Komlói Bányászban, majd atlétaként folytatta. 1983 és 1985 között Kiskunfélegyházán, katonaság után 1992-ig a BVSC, visszavonulásáig, 1995-ig a PILE SC színeiben indult félprofi hosszútávfutóként.
Tehetsége nemzetközi mezőnyben az 1976-ban a lengyelországi Jelena Gorában rendezett Ifjúsági Barátság Versenyen is megmutatkozott, ahol csak a későbbi olimpikon hosszútávfutók Hansjörg Kunze, Vlagyimir Kotov (Vladimir Kotov) és Werner Schildhauer szorították le a dobogóról. Pályafutásának kibontakozását nagy mértékben korlátozta a kor jellemző pártpolitikája, mely az ígéretes hosszútávfutót megfosztotta útlevelétől és így lehetetlenné tette nemzetközi megmérettetéseit az 1970-es és 80-as években.

## Edzői és segítői
Edzői: Fogarasi Sándor (Komlói Bányász, 1973-74), Dudás István (Komlói Bányász, 1975-77), Babinyecz József (Kiskunfélegyházi Honvéd, 1977-79) és Gonda István (BVSC, 1985-86). Segítője és masszőrje: Kraivich József.

## Győzelmei
Kiemelt figyelmet érdemel az 1985-ben Hirtenbergben (Ausztria) rendezett Európa-kupán, az 1987-ben a szegedi Móra parkban rendezett 12 órás Európa-bajnokságon (150,838 km), az 1991-ben a moreuil-i 12 órás Európa-bajnokságon, az 1984-ben a 61,3 km-es Zágráb-Cazma Szupermaratonon és a 749 km-es Ausztria Cross-on, valamint az Algériában rendezett sivatagi futásokon elért győzelme.
1979 és 1983 között a komlói bányában dolgozott bányalakatosként a futás mellett (Török Ferenc 1993). A német Condition című szaklap szerint Kis-Király a legképzettebb ultrafutó, aki nem idegeskedik a rajt előtt.) Az extrém sportokat bemutató Sports extrêmes című könyv francia szerkesztője Didier Braun három oldalt szentel Kis-Király futásának bemutatására (Braun, 1989). A Bécs–Budapest Szupermaratonon aratott győzelmét Héder Barna a Telesport műsorszerkesztő-riportere örökítette meg sikeresen.
Kiegészítő sportjai és tevékenységei között fontos szerepe van a labdarúgásnak, sífutásnak és a sakknak.

## Legjobb eredményei
| Versenyszám                                        | Eredmény   | Év     | Megjegyzés               |
| -------------------------------------------------- | ---------- | ------ | ------------------------ |
| 800 m                                              | 1:56:06    | (1976) |                          |
| 1500 m                                             | 3:48:02    | (1982) |                          |
| 5000 m                                             | 14:23:00   | (1978) |                          |
| 10000 m                                            | 29:49:09   | (1979) |                          |
| Maraton                                            | 2:18:26    | (1986) |                          |
| 50 km                                              | 3:02       | (1989) |                          |
| 100 km                                             | 6:24:38    | (1989) |                          |
| 150 km                                             | 12:16:01   | (1985) |                          |
| 12 óra                                             | 150,838 km | (1987) |                          |
| Balatoni Szupermaraton 3 nap alatt 204,7 km        | 14:23:45   | (1983) | pályacsúcs               |
| Donaulauf 3 nap alatt 320 km                       | 27:27:50   | (1984) |                          |
| Zágráb – Cazma 61,3 km                             | 3:40:40    | (1984) | pályacsúcs               |
| Duna menti Szupermaraton                           | 12:42:22   | (1985) | 200 km 3 nap alatt       |
| Austria Cross 7 nap alatt 749 km                   | 83:15:00   | (1986) | pályacsúcs               |
| Grande Course Des Sables, 13 marathon 13 nap alatt | 41:50:00   | (1987) | 13 marathon 13 nap alatt |
| Nacht van Vlaanderen 100 km                        | 6:56:19    | (1989) |                          |
| Bécs – Budapest Szupermaraton                      | 25:34:44   | (1990) | 340 km 5 nap alatt       |
| Pistoia – Abetone 53 km                            | 3:47:15    | (1991) |                          |

## Sportszakmai elismerései
A Magyar Ultrafutás Dicsőségcsarnoka (MASZ UB, 2016)